# ローマによるブリタンニア侵攻 (紀元前55年-紀元前54年)
ローマによるブリタンニア侵攻（ローマによるブリタンニアしんこう）とは、ガリア戦争中の紀元前55年（以下、紀元前は「前」と表記）と前54年の2度にわたってガイウス・ユリウス・カエサル率いる共和政ローマ軍がブリタンニアへ侵攻したことをいう。
夏の終わりに行われた1度目の侵攻（前55年）は、完全な侵略というわけではなく、勢力誇示と偵察程度のものであった。現在のケント近郊の海岸に足掛かりを得たが、ほとんど何も達せられず、失敗の部類に属する。
2度目の侵攻（前54年）は1度目よりは成果を収めた。新たにローマの版図に入った領地は無かったものの、友好関係にあったトリノウァンテス族およびその王マンドゥブラキウス（en）との同盟関係を回復し、マンドゥブラキウスのライバルであったカッシウェラウヌスを軍事力で服従させ、ブリタンニア東部の部族に対して、ローマへ貢物を送ることを約束させた。

## カエサルによる侵攻前のブリタンニア

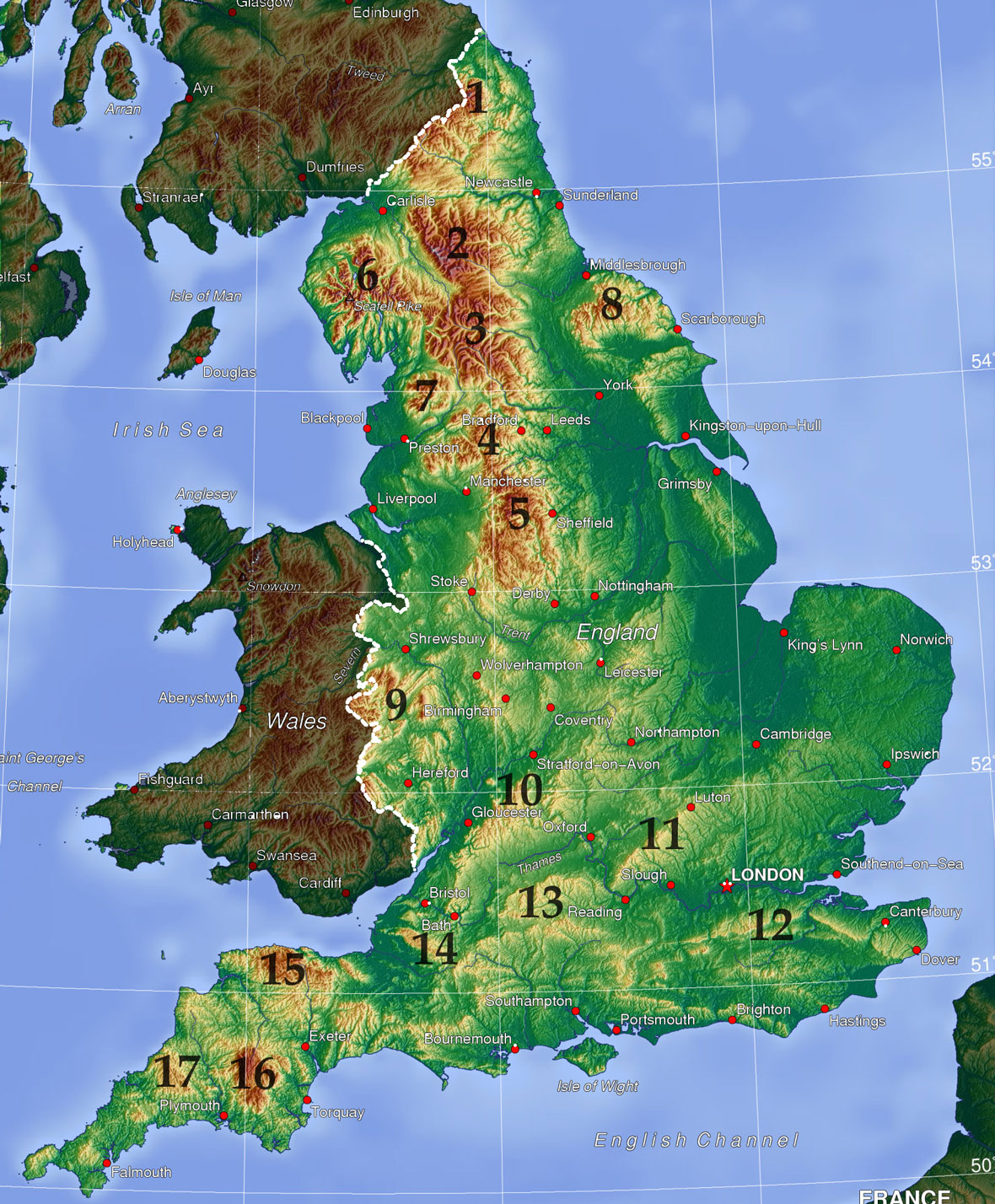
ブリタンニア南部（現：イングランド）の山岳図

ブリタンニアは錫の産地として遥か古代より知られており、前5世紀にはカルタゴの航海者ヒミルコ(en)、前4世紀には古代ギリシア時代のマッシリア（現：マルセイユ）出身の地理学者ピュテアスがそれぞれブリタンニアへ到着し、探検したと伝わっている。
しかし、大海の向こう、古代地中海世界の人間が知り得る世界の外縁部に当たり、ブリタンニアは大きな謎に包まれていた。何人かの著作家は、ブリタンニアは存在さえしないと主張し、ピュテアスの航海自体も全くのデタラメと捉えられていた。
カエサルがブリタンニアへ遠征した時期は鉄器時代であった。島の人口は約100万人と見積もられていた。経済的、考古学的にブリタンニアは低地部分（平野部）と高地部分（山岳部）に分割されていた。
南東の低地部分は、肥沃な広大な土地は耕作に適し、イックニールド・ウェイ（Icknield Way）、ピルグリムス・ウェイ（Pilgrims' Way）、ジュラシック・ウェイ（Jurassic Way）のような街道、そしてタメシス川（現：テムズ川）のような航行可能な河川といった交通網が発達していたので、文化交流も行われていた。
現在のグロスターとリンカンの間に位置する北部の高地部分は、耕作可能地が孤立気味に点在した土地柄で、牧畜も同様であった。また、園地栽培が主たる生計の手段となり、農場も定着より共同で、文化交流もより困難であった。
定住の集落は、一般に高地へ砦を築くことを基本としたが、ブリタンニア南東部（低地部分）では、しばしば、（タメシス川などの）川が交差する低地にオッピドゥムが築かれ始め、重要な交易拠点として機能を果たしつつあった。
大陸（ガリア）との商業的な接触は、前124年にローマがガリア・トランサルピナを征服してから増加し、イタリア製ワインは、アルモリカ部族との交易により入手し、ドーセットのヘンギストブリー(en)へ到着した。
カエサルの元老院への報告書（『ガリア戦記』）によると、ガリア北東部に住むベルガエ人は、初期は略奪のためにブリタンニアへ渡り、その後はブリタンニアの沿岸地帯に勢力を築いていた。スエッシオネス族(en)の王で生ける伝説と言えるディウィキアクスは、ガリアと同じぐらいブリタンニアでも勢力を保っていた、と記されている。
ベルガエ人たちが鋳造した硬貨が入植の困難な様子を示している。ブリタンニアで発見されたガリア・ベルガエの硬貨で最も古いのはガリアで鋳造され、前100年より以前、恐らくは前150年頃と鑑定されており、多くはケント（ラテン語：カンティウム）で発見されている。後に同様の型の硬貨がブリタンニアでも鋳造され、ケントから遥か西、ドーセットに近い南の海岸でほとんど全て発見された。
恐らくは政治的な支配を打ち立てた地元の首領を通して、ベルガエ人の影響力はブリタンニアの遥か西や内陸部にまで広がっていたこと、ベルガエ人の入植地は南東の海岸沿いに集中していたことが、以上のことより覗える。

## 紀元前55年（第一次のブリタンニア侵攻）

### 計画と偵察
前58年よりガリア・トランサルピナ、イリュリクムなどの属州総督に就任したユリウス・カエサルは同年よりガリア戦争を開始し、ガリア征服を進めていたが、ローマと敵対するベルガエ人（ガリア人の一派）が、ブリタンニアにあるベルガエ人の入植地へ逃亡したことを見逃し、また、ガリア人たちの戦闘をブリタンニア人たちが支援していた。実際にブリタンニアとの海上貿易を統制していたアルモリカのウェネティ族は、前56年にカエサル軍との戦闘に際して、ブリタンニアの同盟者から支援を受けていた、とカエサルは抗議した。
ストラボンは、前56年のウェネティ族の反乱（モルビアン湾の海戦）はカエサルをブリタンニアへ渡航させることや、ウェネティ族の商業活動を中断させること、既に考えられていたブリタンニアへ干渉させることなどを防ぐために発生した、と記述している。
第1次のブリタンニア侵攻は晩夏であり、戦闘を行う時期としては遅かったが、カエサルはブリタンニアへの遠征を決定した。
カエサルはブリタンニアと交易をする商人を呼んでブリタンニアの居住民や軍事的な戦術について尋ねたが、おそらくは商人たちが独占的に有する海上貿易のチャネルを失うのを望まなかったこともあって、有用な情報は全く得られなかった。
カエサルは、海岸を偵察させるためにトリブヌスのガイウス・ウォルセヌス(en)を乗せた軍船1隻をブリタンニアへと送り出した。
ウォルセヌスは、おそらくハイス（Hythe）とサンドウィッチ（Sandwich）の間のカンティウムの海岸を観察したが、「船から降りて、原住民へ自身の身柄を預ける危険を冒すつもりはなかった」ため、上陸は出来なかった。5日後に帰還して、ウォルセヌスは得た情報をカエサルに伝えた。
その時までに、商人からローマによる侵略が迫っていると警告されたブリタンニアの幾つかの部族が、自らの服従を約束するための使者を送り、カエサルの許へ到着した。カエサルは、出来る限り多くの部族を彼らの影響下に引き入れるよう、ガリア人系アトレバテス族の王で同盟者のコンミウスに指示し、コンミウスをローマ側の使者として、ブリタンニアの使者たちと一緒にブリタンニアへ送った。
カエサルは、2個軍団（第7軍団、第10軍団）を運ぶことが十分に出来る80隻の輸送船を集め、モリニ族（en）の領内の港（名前ははっきりとしないが、恐らくはイティウス港（Portus Itius）と考えられる）へもクァエストル（財務官）の元に数ははっきりしないが軍船が集まり、他にも18隻の貨物船が違う港（恐らくはAmbleteuse）から出航する予定であった。
これらの船は三段櫂船かガレー船か、先だってカエサルがウェネティ族の設計図から採用した船舶か、もしくはウェネティ族や他の沿岸部族から奪取した船であったかもしれなかい。
急いで、カエサル自身は港にあった駐屯地より離れ、軍団兵と一緒に8月23日の「第三の時間」（真夜中頃）に出航し、騎兵部隊を乗せた輸送船が出来る限り速やかに、先行船団に合流しようと後を追った。なお、カエサルはプブリウス・スルピキウス・ルフスに守備隊と共に港を維持するように命令した。
以降のこの年の出来事から判断すると、これが戦術的な失敗（手荷物も重武装も軍団兵が持参しなかったという事実）であったか、この遠征が完全な征服を意図していなかったか、どちらかであった。

### ブリタンニアへの上陸

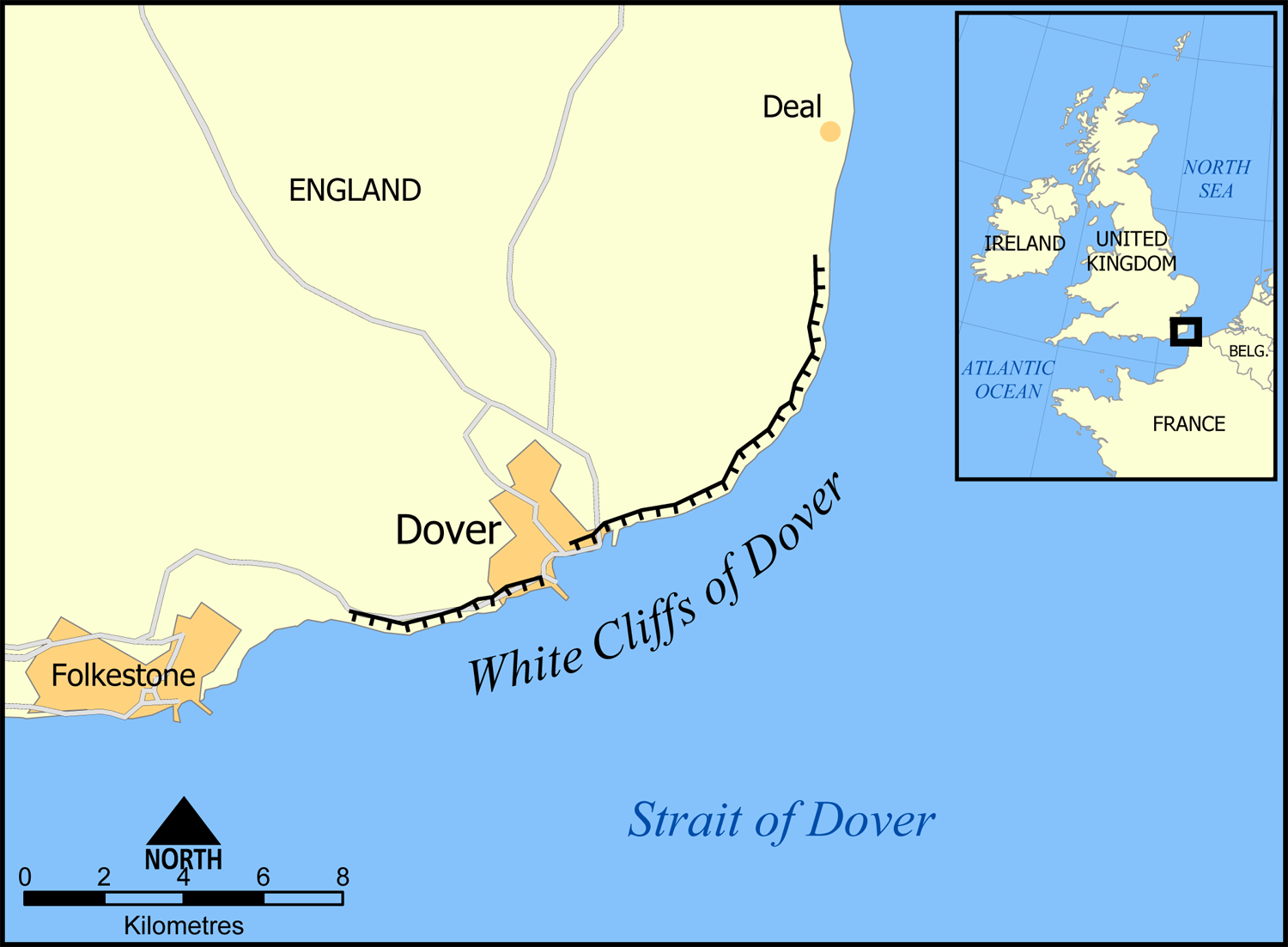
ホワイト・クリフ一帯の要図

カエサルは　適当な上陸場所としてウォルセヌスによって示されていた天然の地勢に恵まれた港湾（天然港）であるドゥブリス（現：ドーバー）への上陸を試した。
しかしながら、カエサルが海岸を見た時に、丘や崖の上（すなわち、ホワイトクリフ）にブリタンニア人の軍勢が、カエサルの上陸を阻止しようと、集結していた。その崖は、上陸をする誰に対しても「投槍が十分に届くほど、岸から至近」の地点であった。
9時まで錨をそこへ下ろした後（午後の3時、おそらく風と潮流の具合が都合よくなるまで待った）、軍議を召集して、カエサルは配下の兵士たちに自身で率先して実行するように指示し、錨を揚げて、開けた砂浜へ海岸沿いに約7マイル、船を漕ぎ出した。
上陸地点については考古学的にもはっきりとはしないが、ホワイト・クリフから海岸に沿って真っ直ぐの距離にあるウォルマー（en）も候補の一つである。
19世紀は「SPQR」と名付けられたディール城(en)の近くと考えられていたが、今日ではそこから半マイル程も南の地点であったと考えられ、上陸を記念した石碑も設置されている。
ブリタンニアの騎兵やチャリオット（戦車）は海岸に沿って全ての道を追跡し、ローマ軍の上陸へ対抗した。
悪いことに、ローマの軍船・輸送船は余りにも大きかったため、海岸へ近づくことが出来ず、分隊（船内の軍団から分けた）も水が深い沖合いへと下船して上陸せねばならず、浅瀬からのブリタンニア軍からの攻撃を受けた。
分隊は渋々であったが、カエサルの記すところによると、真っ先に飛び降りた第10軍団兵士のアクィリフェルによって導かれ、そのアクィリフェルは次のように叫んだ
「飛び込め、戦友たちよ、敵へアクィラ（en、鷲章）を奪われたくないのなら。私は己に課された義務の分は、共和国および将軍カエサルのために尽くすつもりだ。」
ブリタンニア軍に対しては、ローマ軍船内に備え付けられたカタパルトと弩砲による援護射撃を行いつつ、ローマ軍は上陸を果たし、ブリタンニア軍を追い払った。
但し、逆風のために遅れて出発していた騎兵部隊を乗せた輸送船がまだブリタンニアへ到着していなかったため、ブリタンニア軍を追跡できなかった。カエサルがガリア戦記などでよく記す「成功した」との文言はこの上陸の際には見当たらない。
なお、テオドール・モムゼンはこの時にローマ軍が積極的に攻勢に出なかったことを受けて「ブリタンニア軍はローマ軍がどれだけ弱いかを思い知ったのではないか」と記している。

### ブリタンニア軍攻勢

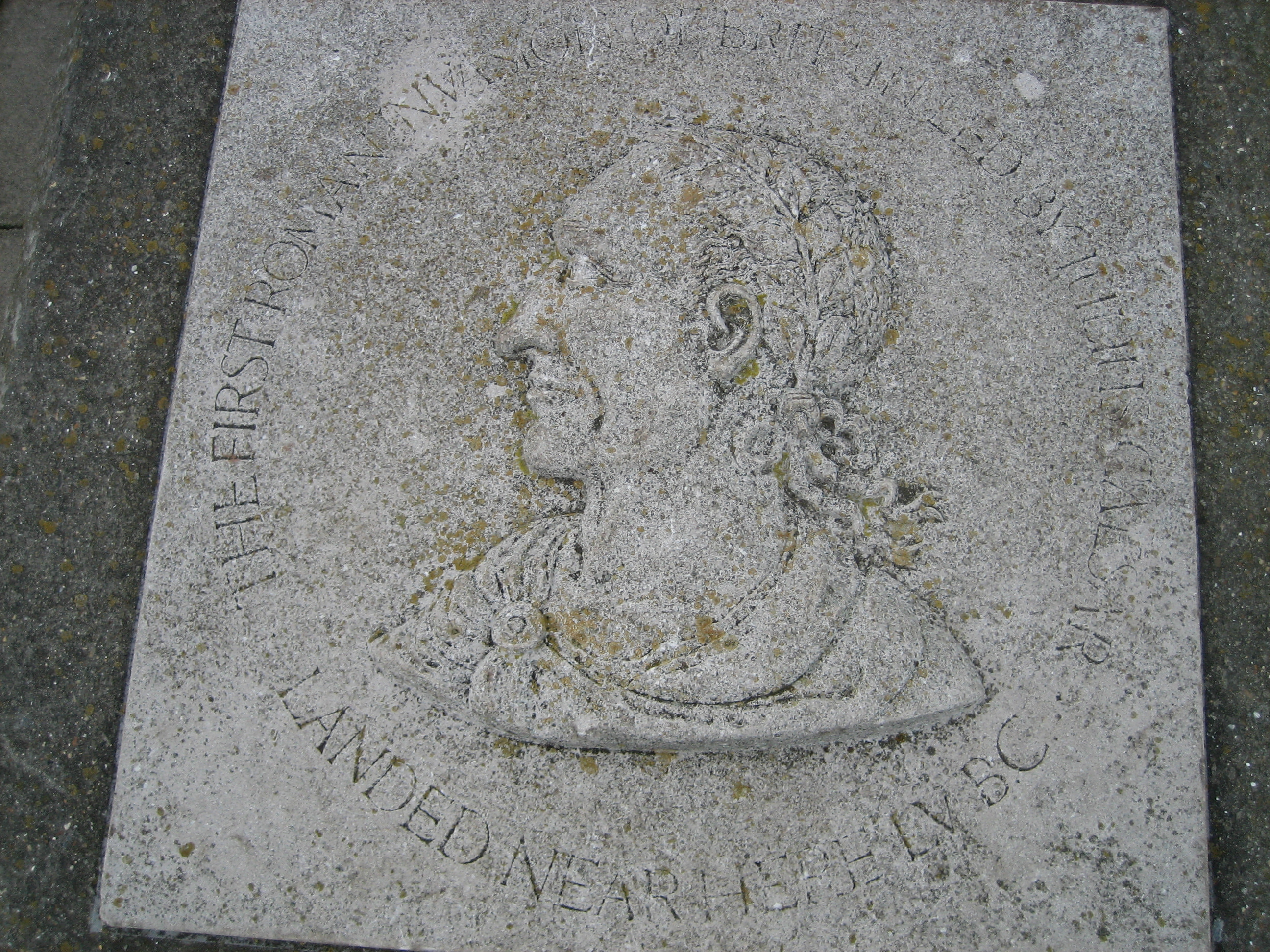
第1次遠征時にカエサル軍が上陸したことを伝える記念碑（ディール）

ローマ軍の陣営が設立され（上陸地点が確定しないのと同様に、陣営地の場所も考古学的に発見されていない）、ブリタンニア側は、ローマ軍営地まで、解放したコンミウス（ブリタンニアへ到着するや否や逮捕されていた）と部族側の使節を送ってきた。
カエサルはブリタンニア人の指導者たちに対してローマ軍を攻撃してきたことを非難、自身の強い立場を利用して交渉に当たり、内陸部からもすぐに人質を持参し、軍隊を解散させるように要求した。カエサルがブリタンニアに到着してここまでたった4日であった。
また、同じ頃に後発の騎兵部隊を乗せた輸送船がブリタンニアのローマ軍営地からも捉えられ始めたが、それらの輸送船団が上陸地点から目に入った位置まで達した後、嵐によって船団はバラバラになり、ガリアまで戻っていった。干満の無い地中海育ちのカエサルにとってブリタンニアの潮流は驚きであった。
満潮になって、海岸に停泊させていた軍船は水に浸かり、錨を下ろしていた輸送船は互いに追い立てられた。数隻の船舶が難破し、他の多くの船舶も艤装や他の航海に必要な装備を失うことで航海の遂行能力を失い、ブリタンニアへの帰路に危惧を生じさせた。
これを察知したブリタンニア人たちは、交渉をご破算として、冬までブリタンニアにカエサルを釘付けにし、飢餓に追い込むことを望んだ。ブリタンニア軍は攻撃を再開し、ローマ軍陣営の近くで食糧を調達に回るローマ軍（この時は第7軍団）を待ち伏せて、ローマ軍は死傷者を出し、戦線崩壊の危機に陥ったが、カエサル自ら指揮を取った歩兵大隊（コホルス）が駆けつけて、窮地を脱した。
数日の嵐の後、ブリタンニア軍は更に大きな部隊でローマ軍の陣営を攻撃したが、コンミウスがローマに味方するブリタンニア人を集めた騎兵部隊も投入して、この攻撃は完全に阻止。逃亡するブリタンニア軍兵士を多数討ち取って、更にローマは焦土作戦を実施した。

### 講和・帰還
この戦闘を受けて、ブリタンニア人は今一度使者を送った。カエサルは以前の交渉で示していた倍の人質を要求した。戦闘シーズンの終盤に出発し、冬至を迎えんとしており、敢えて冬を越すような危険を冒せず、戦線維持は困難とカエサルは判断した。
そして、難破船からの漂流物（船具や木材など）を利用して艦船を修理し、カエサルとローマ軍はガリアへの帰路についた。その内の2隻は本軍から離れて、下方（地図で言う下方、すなわち南方）へ到着した（本軍は無事に港へ到着した）。なお、南方へ漂着した2隻に乗っていた約300名のローマ兵をモリニ族（en）の軍が包囲・攻撃したが、カエサルが救援に送った騎兵部隊はモリニ族を撃破して、多数を殺戮した。
ブリタンニア側は、カエサルに恐れを抱いた僅か2つの部族だけが人質を実際に送ったに過ぎなかった（残りの部族は全くカエサルの要求を無視した）。

### 第1次遠征を終えて
結局、1度目のブリタンニア遠征は成功とは行かなかった。もし、侵略や進駐を目的とした大規模作戦として意図していたなら失敗であり、ガリアに対するブリタンニアからの支援を遮断するための武力による偵察や力を示すことだけが目的であったとしても、成果を挙げたとは言い難かった。モムゼンも、第1次の遠征については「一年で最も悪い時期（冬季）が来るまでにガリアへ戻れただけでも良かったと考えなければならない」と記している。
それにもかかわらず、カエサルの報告を受けた元老院は、ローマのためにブリタンニアへ遠征してこのような栄誉をもたらしたことにより、20日間のスッピリカティオ（en、感謝祭）を決議した。
ユリウス・カエサルが侵略の口実としたのは、「ほとんど全ての戦争で、ブリタンニアからガリア人に対して支援を行っていた」というものであった。ブリタンニアの鉱物資源と経済的な潜在能力を調査するという目的を覆い隠すものとしてはもっともらしい。
なお、後にマルクス・トゥッリウス・キケロは「ブリタンニアには金も銀も無く、失望した」、ガイウス・スエトニウス・トランクィッルスは「カエサルは真珠を探すためにブリタンニアへ遠征した」とそれぞれ記している。

## 紀元前54年（第二次のブリタンニア侵攻）

### 再遠征に向けた準備
前55年から前54年の冬の間、カエサルは前54年の夏に（行う予定の）2度目のブリタンニア遠征の計画を立てた。
マルクス・キケロは友人のガイウス・トレバティウス・テスタ（en）と弟クィントゥスへ、「2人のどちらかが、カエサルの軍隊と共に出征するだろう」と、興奮した表現で手紙を記している。その中で、キケロは、トレバティウスへチャリオットを鹵獲するように、クィントゥスへは島（ブリタンニア）の様子を書いてよこすように頼んだ。（後に明らかとなるように）トレバティウスがブリタンニアへ行くことはなかったが、クィントゥスはブリタンニア遠征に従い、キケロに対してカエサルと同様に複数の手紙を現地から送った。
第1次のブリタンニア侵攻（前55年）と同じ過ちを犯すことがないように、第1次遠征の兵力（2個軍団および騎兵部隊）を上回る5個軍団を集め、ウェネティ族の造船技術を活用して軍船・輸送船を設計し、船団を第1次遠征時に使用した港湾より上陸するのにより適した海岸（広大で低いような浜へ引き上げやすい場所）へと運んだ。
カエサルは、出航地点を「イティウス港（Portus Itius）」と命名している。
大陸（ガリア）にティトゥス・ラビエヌスが統括する3個軍団と騎兵2,000を残したが、カエサルが自ら率いるローマ軍は800隻の船舶（恐らくは商業船も含む）、5個軍団と騎兵2,000から構成された大軍であった。なお、1944年のDデイ（ノルマンディー上陸作戦）を迎えるまでは、世界史上で最大の海軍の上陸部隊数であった。

### 海峡横断と再上陸
なお、ブリタンニア侵攻が開始される前に、ローマに反逆したハエドゥイ族のドゥムノリクス（en）をローマ軍が殺害する事件が発生した。また、かねてより反ローマの姿勢を取るトレウェリ族のインドゥティオマルス（en）の動向を監視する必要があった。カエサルは、ラビエヌスに対して、ガリアからブリタンニアの上陸地点まで定期的な食糧輸送、イティウス港の守備に加えて、ガリアの動向を監視する役割を命じた。
また、ローマ人とローマの属州民が船長を務めていた商業貿易船団や、交易の機会に分け前に与ろうと望んだ地元のガリア人らが、ブリタンニア遠征の軍船団に加わった。カエサルは総船舶数を800隻と記しているが、ローマ軍が管轄する軍船や輸送船だけの数でなく、これらの民間の商船数もおそらく含んでいると見られる。
カエサルは第1次の遠征時（前55年）に上陸するのに最適な場所と認識していた地点へ上陸した。なお、ブリタンニア人たちは、明らかにカエサル軍の艦船の多さと（船自体の）大きさに圧倒されたことから上陸に抵抗しなかった、とカエサルは記しているが、これはブリタンニア軍を集結させる時間を与えるための戦術的策略、またはローマ軍の関心が欠如していたことを反映しているかもしれない。

### カンティウムでの戦闘

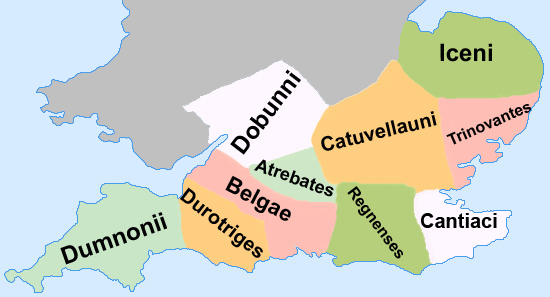
第2次遠征時のブリタンニア人の部族別の居住地

上陸後、カエサルはクィントゥス・アトリウス(en)を上陸地点の守備のために残し、カエサルは夜になると即座に内陸へ12マイル進行し、おそらくはストア川(en)と考えられる)河川を渡っていたブリタンニア軍と遭遇した。
ローマ軍はブリタンニア人の攻撃を受けたが、これを撃退した。そして、ブリタンニア軍は森の中の要塞化された場所で再編成を試みた（その森はケント州のビッグバリー・ウッド（Bigbury Wood）にあった丘上集落（en）と推測される)）が、再びブリタンニア軍は打ち負かされ、散り散りとなった。
その日も暮れたが、ローマ軍は未だ勢力圏が固まっていなかったため、カエサルはブリタンニア軍を追討していた部隊を呼び戻して、陣営を張った。
しかし、翌朝、カエサルが前日追い払ったブリタンニア軍を追撃する準備をしていたところ、アトリウスからの伝言を受け取った。即ち、前年と同様に、錨を下ろしていた艦隊が、嵐の影響で船舶同士が激突し合い、深刻な損害を蒙ったということであった。カエサルは「約40隻を失った」と記している。
ローマ軍は大西洋とブリタンニアとガリアの間の海峡（イギリス海峡）における潮の干満と嵐に不慣れであったが、第一次の遠征時を匹敵した損害を考慮すると、これによりカエサルの意図した計画の遂行が困難となった。
しかし、カエサルは、自身の達成度を大げさに見せるために、わざと損害船舶数を誇張したかもしれない。
カエサルは、先発していた軍団兵を呼び戻し、上陸地点の海岸まで撤退して、艦船・船舶の修繕に当たらせた。軍団兵は、ローマ軍営地周辺を要塞化させ、船を陸揚げして修理に当たり、約10日間も昼・夜と働いた。また、カエサルはラビエヌスへブリタンニアまで更に艦船を送るように手紙で指示を出した。
カエサルがキケロへ宛てて書いた手紙により、カエサルが9月1日に海岸にいたことがわかっている。その頃に、カエサルの娘で、グナエウス・ポンペイウスの妻でもあったユリアが死去したという知らせが届いたに違いなく、キケロは弟クィントゥスに対して「カエサルの悲しみを考えると、返信などできない」と手紙を送っている。。実際、カエサルはユリアの死を大変悲しんだ、とプルタルコスも伝えている。

### 内陸部への侵攻

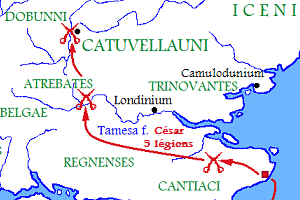
第2次侵攻におけるローマ軍の進軍路

タメシス川（現：テムズ川）の北部出身の部族（おそらく、カトゥウェッラウニ族(en)）の首領であったカッシウェッラウヌスは、前もってブリタンニアのほとんどの部族と戦闘していた。
カッシウェッラウヌスは少し前にトリノウァンテス族の強力な王とその王の息子マンドゥブラキウス（en）を打倒し、結果としてブリタンニア人たちは連合軍の指揮権をカッシウェッラウヌスへ委任していた。
艦隊の整備に一通り目処をつけ、船団の守備隊を残して、カエサルは軍勢を率いて再びストア川を渡ったところ、ブリタンニア軍がその地で集結していたのを発見した。
両軍の間でいくらかの小競り合りが起き、ローマ軍のトリブヌス・ミリトゥムであったクィントゥス・ラベリウス・ドゥルス(en)が殺された。また、ブリタンニア軍はレガトゥス（総督代理）ガイウス・トレボニウスが指揮を取る食糧徴発部隊の3個軍団を攻撃した、しかし、ブリタンニア軍はローマ騎兵部隊に撃退され、逃亡するブリタンニア軍をローマ軍が徹底して追跡し、ブリタンニア人の多くを討ち取った。
カッシウェッラウヌスは、正面からの戦闘でカエサルを打ち破ることは出来ないと悟り、軍の大半を解散させて、4,000のチャリオットによる機動力と（ローマ軍に比べて）地勢に明るい優位性を活かして、ローマ軍の前進を遅らせるためにゲリラ戦術を行った。
カエサルは、タメシス（テムズ）河畔にまで到着した。そこは、高い土手による天然の要害で、防柵と堀を構え、更に侵入者を防ぐ鋭い杭によって要塞化された（カッシウェッラウヌスの拠点となる）場所であったが、ローマ軍はブリタンニア軍の守備隊を振り切り、タメシス川を渡って、カッシウェッラウヌスの支配地へと入ることが出来た。
カエサルがブリタンニアで最強の部族と評して、その頃はカッシウェッラウヌスによって苦しめられていた、トリノウァンテス族が、援助と食糧を送ることをカエサルに約束する旨を伝える使者を送った。カエサルに随伴していたマンドゥブラキウスを王に復帰させ、トリノウァンテス族はローマ軍に食糧と人質を差し出した。

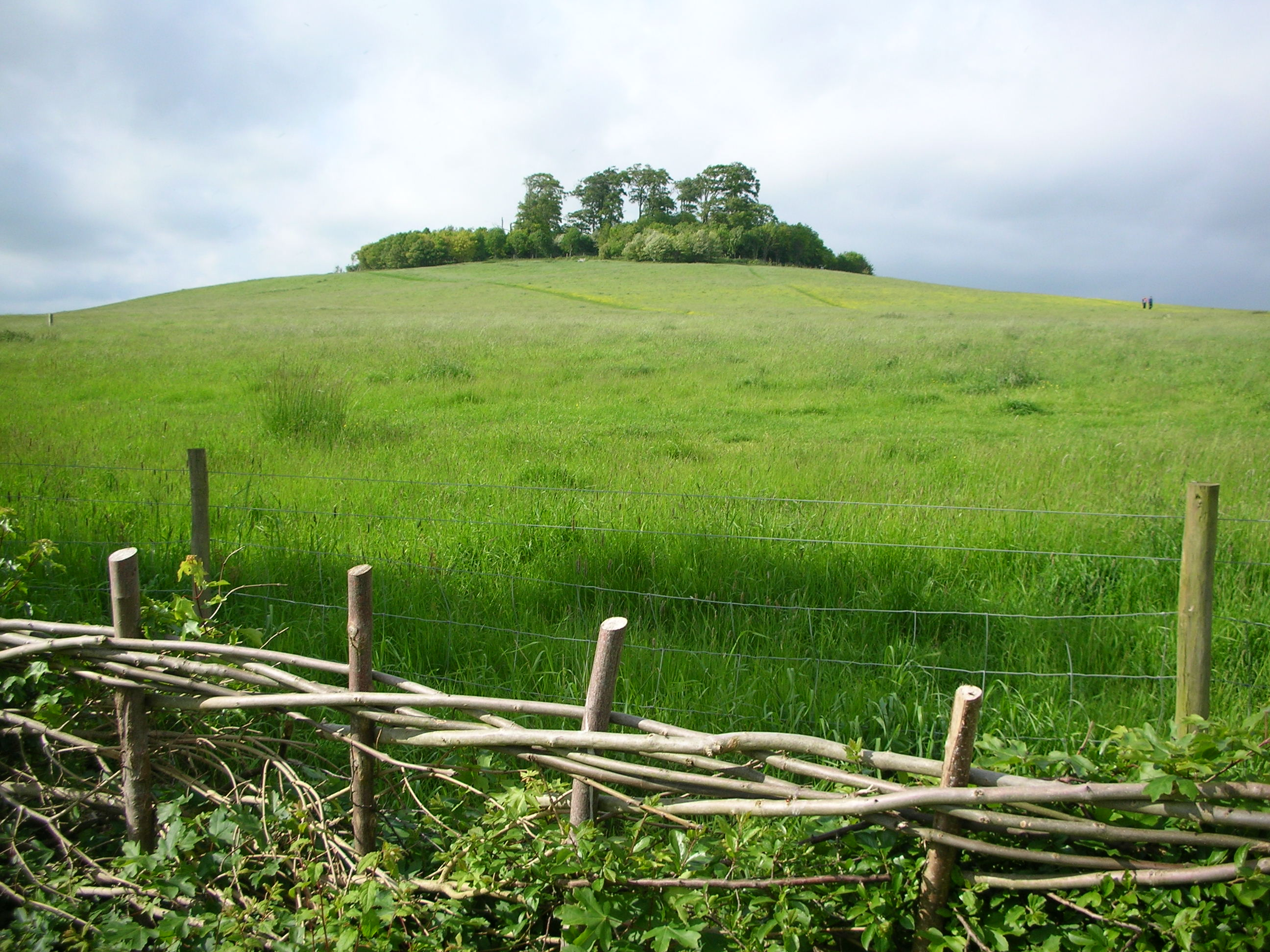
ブリタンニアにあった丘上集落の一例（画像はバークシャーの丘上集落）

ケニマグニ、セゴンティアキ（en）、アンカリテスen）、ビブロキ（en）、カッシ（en）の5つの部族はカエサルに降伏した。彼らはカッシウェッラウヌスの本拠のオッピドゥム（恐らくはホイートハムステッド(Wheathampstead)にあった丘上集落）の場所を示し、カエサルは程なく、このオッピドゥムを包囲下に置いた。
カッシウェッラウヌスは、カンティウム地方の同盟者で「カンティウムの4人の王」として描かれている、キンゲトリクス（en）、カルウィリウス（en）、タクシマグルス（en）、セゴウァクス（en）へ書簡を送り、カエサルを排除するために、ローマ軍の上陸地点の守備隊を攻撃するように命じた。しかし、攻め込んだブリタンニア軍は出撃してきたローマ軍に撃退された。

### 講和・終戦
先にローマへ降伏したケニマグニ族以外にも離反する部族が出たこともあって、ついにカッシウェッラウヌスはコンミウスを通じて、降伏を交渉する使者をローマ軍陣地へ送った。
カエサルは、冬を迎えることでの心配が増大したため、ガリアへの帰還を望み、コンミウスは（カッシウェッラウヌスとの間で）協定を成立させた。
協定でカッシウェッラウヌスは人質と年間の貢物をローマへ送ることに同意し、カエサルはマンドゥブラキウスやトリノウァンテス族に対して戦争を起こさないように約束させた。
前54年9月26日にカエサルは「第2次のブリタンニア遠征（前54年）における戦闘の結果、人質は取ったが、戦利品は得られなかったこと、（カエサル率いる）ローマ軍がガリアへと帰還すること」を記した手紙をマルクス・トゥッリウス・キケロへ送った。
こうしてカエサルはブリタンニアを離れた、しかし、カッシウェッラウヌスとの合意内容を監視するためのローマ軍兵士をただの一人もブリタンニアに置くことは無かった。年間の貢物が払われたかさえも、知られていない。
テオドール・モムゼンは第2次の遠征の結果について、次のように記している。
「カエサルは勝利、兵士たちは戦利品を共に獲得することができなかった。ローマ軍はカッシウェッラウヌスの賢明な防衛システムに阻止された。唯一、トリノウァンテス族より人質と服従を得たのが成果であったが、トリノウァンテス族とカッシウェッラウヌスが仇敵の間柄であったからに過ぎない。また、ローマ軍の軍船・輸送船が北海では何の役にも立たない、ということがこの戦いで証明された」。

## 遠征後の後日談
カエサルの同盟者でアトレバテス族のコンミウスは、後に立場を変えて、アルウェルニ族のウェルキンゲトリクスと共にアレシアの戦い（前52年）に臨んだ。アレシア陥落後もローマ軍の仇敵として諸部族を先導して戦ったものの成果が上がらず、挙句はローマ軍に暗殺されそうになったこともあり、コンミウスはガリアを捨てて、ブリタンニアへと渡った。
セクストゥス・ユリウス・フロンティヌス(en)は、自著「戦略論（戦術論、Stratagemata）」で、ローマ軍に追撃されていたコンミウスとその支持者が、船にどのように乗ったのかを描いている。
「潮流は無く、船はまだ海岸にあったが、コンミウスは帆を揚げるように命令した。コンミウスのいる位置まで距離のあったカエサルは、船は既に出航したと判断して、追跡するのを諦めた。」
ジョン・クレイトンは、この逸話が伝説であり、カエサル軍のレガトゥスであったマルクス・アントニウスとの協定を結んだコンミウスが、ローマにとって友好的な王としてブリタンニアへ送られたと、強く主張している。
コンミウスはハンプシャー地方に自らの王権を打ち立てたが、これはその地方で出土したガッロ・ベルギカ式の硬貨からも明らかである。なお、クラウディウス帝時代の43年にローマ帝国軍の侵攻を招き入れた王として知られるアトレバテス族の王ウェリカ(en)はコンミウス自身の息子、ウェリカから支配地を奪ってローマ亡命へ追いやったカトゥウェッラウニ族(en)の王カラタクス(en)は、第2次の侵攻（前54年）でカエサルが苦しめられたカッシウェッラウヌスの子孫と伝わっている。

## 『ガリア戦記』によるブリタンニア判明事項

### 概説
チャリオット（戦車）の使用に代表される、珍しく、見慣れないブリタンニア人たちの戦闘方法を記すだけでなく、ブリタンニアの地理学的、気象学的、民族学的な調査を行うことで、カエサルはこのブリタンニアへの遠征をローマ市民に印象付けることを狙った。
カエサルは、（ブリタンニアの）内陸へはそれ程侵攻しなかったため、おそらくは直接的な経験よりもむしろ調査と伝聞によりこれらの情報を得たと考えられる。そのため、カエサルより後世の歴史家のほとんどは、カエサルが直接接触した部族・土地以外へ、その情報を適用することには慎重である。

### 地理学的・気象学的観点

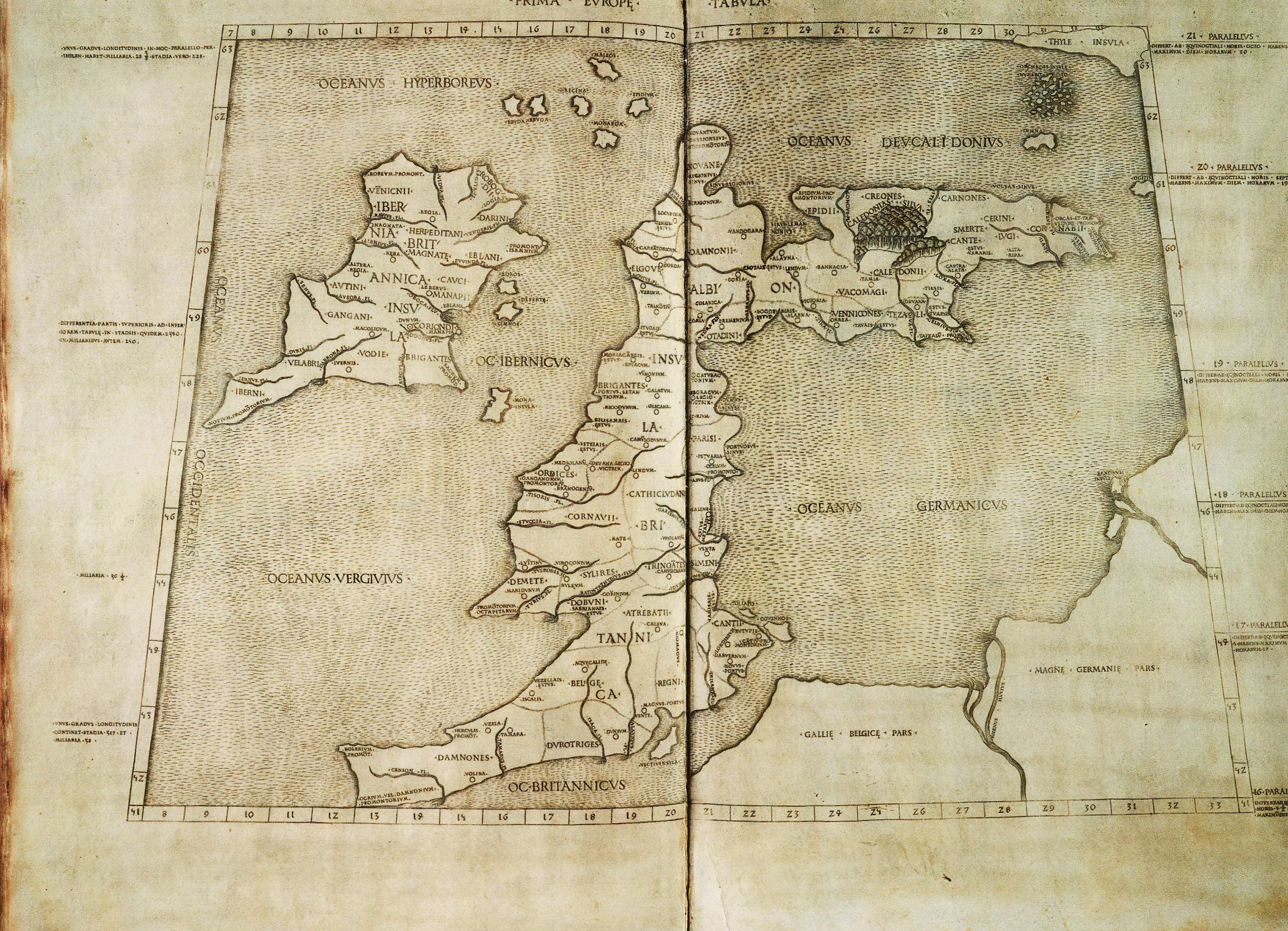
1490年頃にイタリアで復元されたクラウディオス・プトレマイオスの構想に基づくブリタンニア（中央）とヒベルニア島（左 現在のアイルランド島）の地図。おそらく、当時のローマ人もプトレマイオスと同様の地理的知識であったと考えられる。

カエサルの最初の発見は、ケント地区の東部とテムズ川の平野部に限定されたが、ブリタンニアの地理と気候の描写を得ることが出来た。カエサルが記した測定値（ピュテアス(en)の資料から一部を得た可能性もある）は正確とは言い難いが、概要的な結論は理屈には適っている。
「風土は、ガリアよりも激しくはなく、寒さも緩やかであった。
島の形は三角形であり、その三角の一つの側は、ガリアに向かい合っている。このガリアに向かい合っている側は、カンティウム（ケント）に当たり、ガリアから到着したほとんどの船が寄港する。カンティウム側の角は東、低いものは南に向いており、カンティウム側の長さは約500マイルになる。
もう一つの側はヒスパニア（イベリア半島）と西に対して横たわっており、ヒベルニア島（現：アイルランド島）もある。ヒベルニア島はブリタンニアの半分の大きさ、ヒベルニア島からブリタンニアまでの道のりは、ガリアからブリタンニアまでの距離と等しい。ブリタンニアとヒベルニア島の半ばほどに「モナ」（Mona、現：マン島）と呼ばれる島があり、ブリタンニアとヒベルニア島の間には多くのより小さな島が点在していると考えられる。それらの島では冬至の時期には夜が30日間続く（極夜）、と幾人もが著述している。
水による正確な測定によって、私たちはブリタンニアが大陸（ガリア）よりも夜が短いと感じたことを除いて、私たちは何も突き止められなかった。先人たちの著述や伝聞によると、この側の長さは約700マイルとなる。
3番目の側は北に向いており、その辺のどの部分も大陸には面していないが、主としてゲルマニアの方向に向いている。この側の長さは800マイルと考えられている。よって、ブリタンニア島全体では約2,000マイルの外周距離である」。
港湾や他の上陸場所についての情報は、カエサルによる遠征より以前はローマ人は活用出来なかった。そして、カエサルはローマの軍事および交易による利益を得ることを見出すことが出来た。
第1次の遠征（前55年）に先立って偵察でブリタンニアへ赴いたガイウス・ウォルセヌスは、天然港のドーバー近辺を航海したと特定されるが、カエサルはそこへの上陸を阻まれ、開けた海岸へ上陸を余儀なくされた。前54年の第2次の遠征時は、ローマ軍の巨大な船団にドーバーは余りにも小さかったと考えられる。
より大きな天然港は（カエサルによる遠征から）約110年後のクラウディウス時期の侵略時に使われたルトピエ（en、現：リッチボロー (en)）の港より更にもっと遠くにあり、これらの遠征で使用されることは無かった。
カエサルは気付かなかったのかも、使わない事を選んだかも、またはその時にこのような大軍を隠しまた上陸させるのに適した形状でなかったのかもしれない（その停泊港を築いたウォンツァム海峡（en）の地理的な知識は限られている）。
クラウディウスの時代までローマ人のブリタンニアに対する知識は、その間の1世紀に行われた貿易と外交、4度の失敗に終わったブリタンニア侵攻によって大幅に増加した。そして、カエサルによる2度のブリタンニア侵攻によって集積された記録はローマへはっきりと残り、43年のクラウディウスによる上陸作戦へ活用されることとなった。

### 民族学的観点
カエサルは、ブリタンニア人をガリア人と多くの箇所で類似しているとし「一夫多妻制や他の珍しい社会的な慣習を持ち、ローマ人に栄光を与えた勇敢な敵で、典型的な野蛮人」として定義している。
「ブリタンニアの内陸部の住民は、ブリタンニア島より発祥し、その伝統を受け継いでいる、主張している。一方で、沿海部の住民は、元々は略奪や戦争を仕掛ける目的で、ベルガエ地方から渡ってきた人々が居住している。
彼らのほとんど全ては、そこに到来した（大陸の）出身部族に由来する部族の名前で呼ばれる。彼らはブリタンニアであちらこちらへ出征して戦争を行い、それらを繰り返し、やがて土地を耕し始めた。
ブリタンニア人の人口は数え切れない。そして、彼らの住居数も夥しい数である、その（住居）のほとんどはガリア人と大変似ている。ブリタンニア人は野うさぎ、雄鶏そして鵞鳥を食することは不法と見做している。しかしながら、ブリタンニア人は娯楽と喜びのためにそれらを飼育している。
これらの人たち（ブリタンニア人）の中で最も文化的なのは、間違いなく沿海地区のカンティウムの住民である。彼らはガリア人の生活慣習とほとんど大差が無い。島の住民のほとんどは、小麦（トウモロコシ？）の種を蒔かずに、牛乳と魚で職を満たしている。また、人々は肌を覆っている。全てのブリタンニア人が青みがかった格好を誘引する大青で自身を染めて、そのために戦闘時にはより恐ろしく見せる。彼らは髭を長く伸ばして、頭と上唇を除いた全ての体中を剃っている。
10または12人の妻を、特に同じ兄弟の間や、親子の間で共同で持っている。これらの妻に子供が生じたら、ブリタンニア人たちは処女の時に最初に娶った者との間の子供と評する。」

### 軍事的観点
歩兵と騎兵に加えて、戦闘でブリタンニア軍はローマ人には見慣れないチャリオット（戦車）を用いていた。カエサルは彼らの使用法について次のように描いている。なお、ガリアではすでに戦車から騎兵主体の戦闘方法へ変化していた、と考えられている。
「彼らのチャリオットによる戦闘方法は次のようになる、彼らは戦場全体の周辺をチャリオットで駆け回り、武器を放り投げる。大概の場合、馬の恐れや車輪の騒音で敵の隊列は崩れる。そして、騎兵部隊の間で働く時に、（チャリオットへ乗込んでいた兵士が）チャリオットから飛び跳ねて、徒歩（自らの足）で戦う。
暫くして御者は、戦闘から少しの距離を引き下がっていく、チャリオットと共に彼ら自身の場所、彼らの主軍が敵の数に圧倒されそうであるならば、彼ら自身の分隊へ退却の準備をするかもしれない。
ブリタンニア人は、戦闘において馬の速度と歩兵の堅さを示していた。すなわち、このような経験で獲得した日々の鍛錬と実戦によって、瞬間的にターンさせることや、柱や棒の間を走らせること、くびきの上に立たせること、そしてその瞬間から、再びチャリオットを最大の速度で取り掛からせること、また、下り坂や急勾配の場所でさえ、全速力の馬を停止させることにも慣れていた、ということである。」

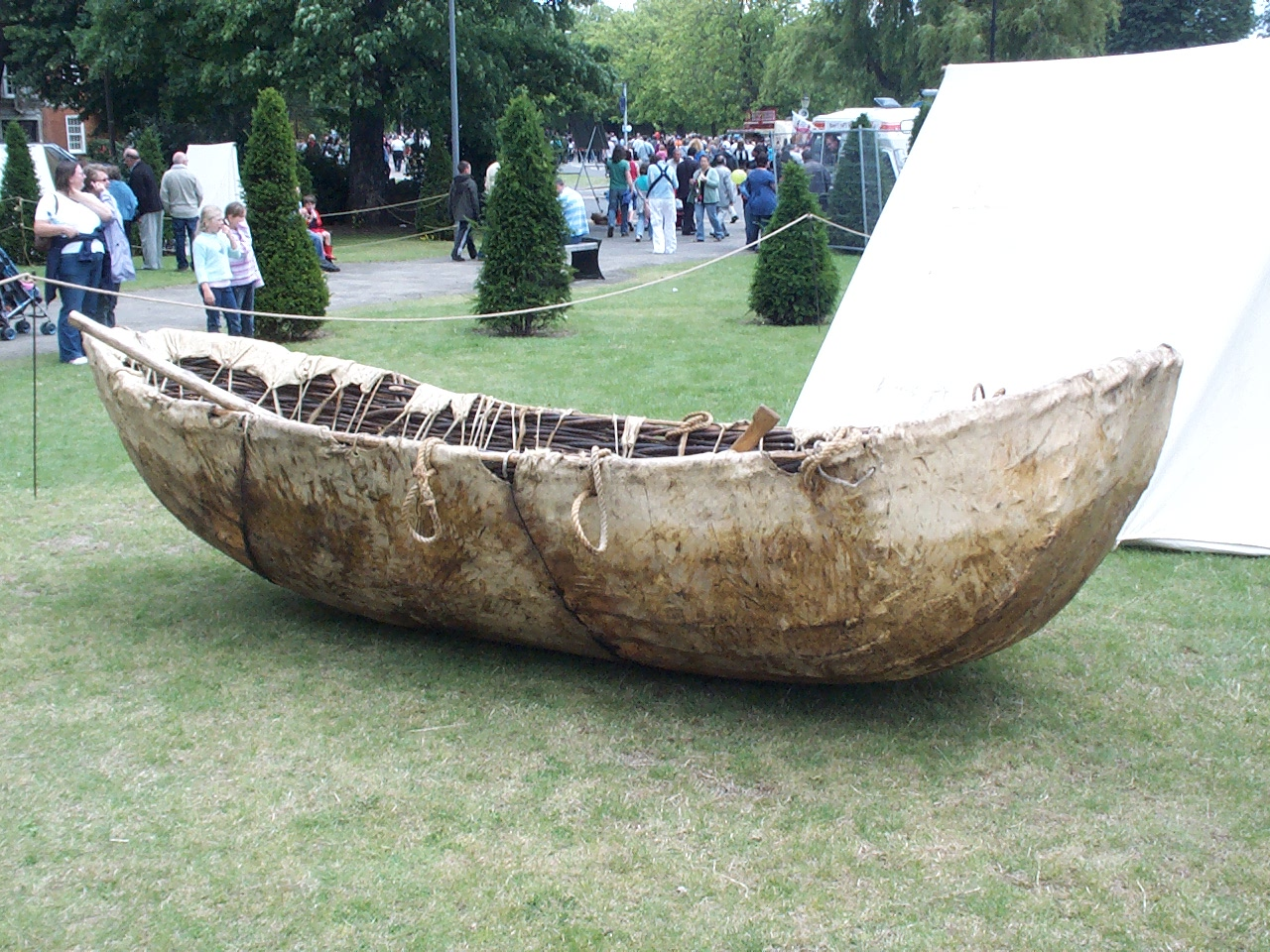
クラッチ

なお、（2度目のブリタンニア侵攻から5年後の）前49年より始まったグナエウス・ポンペイウスら元老院派との内戦中に、カエサルはブリタンニアで使っていた一種のボート（アイルランドのクラッチ(currach)やウェールズのコラクル(coracle)のようなもの）を活用して窮地を脱している。なお、ボートの製作方法をカエサルは次のように述べている。
「竜骨と肋材は軽い木材で作り、船の残骸の残りは、小枝で細工して、更に皮革で覆う。」

### 信仰・宗教
カエサルは「ガリア戦記」の中でブリタンニアの信仰・宗教について以下のように記している。
「ドゥルイデスの制度はブリタンニアに起源を持ち、ガリアへ紹介されたと考えられる、今日においても、ドゥルイデスをより正確に精通したい者は、習得するためにブリタンニアへ渡る。」

### 鉱物・経済的資源
カエサルはブリタンニアの経済資源を調べるだけでなく、貢物や交易貿易の豊富な源泉として、説明しようとした。
「家畜の数は多い。彼らは真鍮または鉄製の貨幣を使い、それらの貨幣は確かな重さで測定した。内陸地区で錫、沿海地区で鉄が産出されるが、鉄の産出量は少ない。そして、ブリタンニア人は輸入した真鍮を使う。ガリアでのように、ブナとモミ以外の全ての種類の材木がある。」
「内陸地区」に関しての記述は、私たちが見る限りは正確では無い（錫の製造と貿易は実際にブリタンニア南西地方（現在のコーンウォールやデヴォン）で行われており、ピュテアスや他の貿易商も描いていた。また、鉄も一定程度の産出量を有し、（真鍮の原料となる）銅も産出された）。
しかしながら、カエサルは現在のエセックス地方へ侵入しただけで、その間は交易の報告を受け取っていた。内部からの交易を把握するのは容易であったであろう。

## 「結論」
カエサルはブリタンニアを征服できなかったが、マンドゥブラキウスを王位に就けたことで、ローマとの間にクリエンテスの関係が始まり、ローマの政治的な影響力がブリタンニアへ持ち込まれた。外交と貿易により次の世紀に入るまで関係性は進展、徐々にローマによるブリタンニア征服の確率は上昇し、43年にクラウディウスによってついに始められた。なお、前45年にカエサルは終身独裁官となり、パルティアやダキアなどを攻撃する計画であったが、ブリタンニアへの再侵攻はその計画には無かったようである。
プルタルコスは「カエサルは2度の遠征で多くの戦闘を行ったが、貧しく・惨めな生活振りのブリタンニア人から獲得できる財貨は乏しく、敵へ損害を与えただけで、自らの兵士へ十分な分け前をもたらすことは出来なかったのではないか」としている。
タキトゥスは次のように記している。
「事実上、最初にブリタンニアへ軍を率いて攻め込んだ神君ユリウス（＝カエサル）が全ての始まりであり、カエサルは戦闘に勝利を収めて原住民を懐柔し、海岸の支配者になった。しかし、神君ユリウスはローマにブリタンニアを遺贈したというよりむしろ、未開のブリタンニアを明らかにしたと言えるかもしれない。」

## ブリタンニア侵攻を題材とした後の時代の文学作品など

### 古代の作品
- 1世紀の歴史家ウァレリウス・マクシムス（en）の「Memorable Words and Deeds」はカエサルの配下でケントゥリオであったマルクス・カッシウス・スカエウァ（Marcus Cassius Scaeva）が、仲間によって見捨てられ、安全になるのを確認する前に、小さな島でブリタンニアの群集に対して彼の孤立した立場を維持した、その勇猛さを賞賛している[58]。カッシウスについては「皇帝伝」[59]や「内乱記」[60]にて、その勇猛ぶりが記されている。
- 2世紀の人ポリャエヌス（en）は「Strategemata」の中で、「カッシウェッラウヌスがカエサル軍による渡河を防御していた時、カエサルは装甲した戦象を使用することで進路を得て、恐怖から逃れようとブリタンニア軍は逃げた[61]」と記した。これは、43年にクラウディウスによるブリタンニア征服時に象を使用したことと、勘違いしているかもしれない[62]、と記している。
- 5世紀の人オロシウス（en）は「History Against the Pagans」に、カエサルの遠征について短い記述を残した[63]が、その中で重大な間違いを犯した。すなわち、ブリタンニアで戦死した「クィントゥス・ラベリウス・ドゥルス（Quintus Laberius Durus）」を誤って「ラビエヌス（Labienus）」と表記したことであるが、後に続くイギリスの中世の書物も全てそれに従う結果となった。

### 中世の作品
- 8世紀に活躍したベーダ・ヴェネラビリスは「英国民教会史」(en)でこのブリタンニア侵攻の内容を記している[64]。この記述はほとんどオロシウスの書物から言葉を引いたが、ベネディクト・ビスコップ（en）がローマから持ち込んだ「モンクウェアマウス・ヤロウ・アッベイ（Monkwearmouth-Jarrow Abbey）」にあった図書館でこの作品の写本を読んだ、と伝わっている。
- ネンニウスが作者であるとする9世紀の「ヒストリア・ブリットヌム」は、「カエサルのブリタンニア侵攻が（2度ではなく）3度行われた」、「カンティウム（ケント）の海岸よりむしろ、テムズの三角江へ上陸した」、「カエサルの主たる敵はミノカンヌス（Minocannus）の息子で、ブリタンニアの王ベリヌス（Belinus）の属州総督ドロベッルス（Dolobellus）であった」、「カエサルは最終的に「トリノウァントゥム」（Trinovantum）と呼ばれる場所でブリタンニア人を打ち破った」など、事実と異なる内容を与えている[65]
- 12世紀のハンティングドンのヘンリーの「Historia Anglorum」はベーダの著書と「ヒストリア・ブリットヌム」を基に創作され、その中でローマ軍を鼓舞する演説をカエサルが行った、と記述している[66]。
- モンマウスのジェフリーは「Historia Regum Britanniae（ブリタニア列王史）」[67]で、カエサルの最初のブリタンニア侵略での最初の敵を「カッシベラヌス（Cassibelanus）」と記載したが、上述したように歴史的な事実とは異なっている。「Historia Regum Britanniae」はまた多くをベーダの「英国民教会史」と「ヒストリア・ブリットヌム」に依拠した上、更に大きく誇張され、歴史的な事実と変えられている。具体的には「ブリタンニア人によってテムズ川に置かれた杭は、歩兵や騎兵に対するよりむしろ、船に対する作戦であった」[68]、「カッシベラヌスの兄弟ネンニウスがカエサルと至近距離で戦闘を行い、「クロケア・モルス」と呼ばれるカエサルの剣を盗んだ」などで、それらはどんな過去の資料にも出典は無い。ウァースの「Roman de Brut」(en)やラヤモン(en)の「Brut」(en)および「Welsh Bruts」は多くを「Historia Regum Britanniae」に従っている。
- 中世の「ウェールズのトライアド」もまたカエサルの侵略を題材にしている。これらの参考のいくつかはジェフリーの記述に直接関係していると見られる、しかし、他にも独自の伝統に言及しており「カスウァッラウン（Caswallawn）」は彼の恋人「Fflur」を探すためローマへ行き、「Meinlas」と呼ばれる馬を奪還するため、ブリタンニアにカエサルが上陸するのを許し、カスウァッラウンがガリアへ戻った後、大船団でカエサルを追跡した、というものである[69]。ヨロ・モルガヌグによって集められた18世紀のトライアドコレクションは、これらの伝統の誇張された作品を含んでいる[70]。
- 13世紀のフランスの作品「Li Fet des Romains」はカエサルとジェフリーの作品の一部ずつを採り入れて、ブリタンニア侵攻に関する記述を残している。どのようにしてカエサルの兵士がテムズの杭を乗り越えたかについて「兵士たちが杭の周りに硫黄を満たした添木を繋いで、それらをギリシアの火を使って燃やしたため」という説明を加えている。この作品では第10軍団エクェストリスのアクィリフェルの名をウァレリウス・マクシムス・スカエウァ（Valerius Maximus's Scaeva）としている[71]。
- 14世紀のフランスの騎士道物語「Perceforest」(en)では、未だ21歳の戦士であったカエサルは、彼の騎士の一人「Luces」がイングランド王の妻と相思相愛であったので、ブリタンニアへ侵攻した。後に「Orsus Bouchesuave」と呼ばれたブリタンニア人は、カエサルが叔父を殺すのに使ったランスの先端部分から12の鉄の針を作り、マルクス・ブルートゥスやカッシウス、他の元老院議員らと共に、カエサル暗殺のためにその鉄針を使用した[71]、と「ブリタンニア侵攻」を題材に描かれている。

### 20世紀の作品
- 1957年の「The Goon Show」(en)は、叙事詩的な作品である「The Histories of Pliny the Elder」でのカエサルのブリタンニア侵略を含むエピソードを模倣して次のように描いている。

「ブリタンニアへ侵攻したローマ軍に対して、その戦いがフットボールの試合と思ったブリタンニア側はたった10名しか迎撃要員を送らなかったため敗北し、ブリタンニアは10年以上も占領された。」
- 1964年の映画「Carry on Cleo」(en)は、ブリタンニアに侵攻して、その地で洞窟を住処とする原住民を奴隷にしたカエサルとマルクス・アントニウスを描いている。なお、アントニウスがブリタンニア遠征に従軍したという事実は無い。
- ルネ・ゴシニとアルベルト・ウデルゾ(en)による1965年のコミック「Asterix in Britain」(en)では、カエサルが首尾よくブリタンニアを征服したと書いた、なぜならば、ブリタンニア人は午後はいつもミルクの入った1杯のお湯（まだ茶は発見されていなかったから）を嗜むために、戦いを止めたから。
- 1934年と1935年のロバート・グレーヴスの小説「この私、クラウディウス」（および「Claudius the God」）では、クラウディウスが自身のブリタンニア侵攻時に、カエサルの侵攻を参考にしたとある。1976年に2つの本を元にして制作された「この私、クラウディウス」のテレビ放送(en)で、次のようなシーンがある。アウグストゥスが皇帝在位中、皇帝一族の若いメンバーが、ボードゲーム（リスク）と似た）を楽しんでいた中で、帝国の領土を更に広げれなければならず、（仮に）ブリタンニアを征服したとして、統治を維持するのに理論的にいくつのローマ軍団を駐留させる必要があるか、という内容を議論していた。そして、再びクラウディウスの侵略をアナウンスしている演説（神君ユリウスがブリタンニアを去ってから100年、ブリタンニアはもう一度再びローマの属州となる）へ戻る、という場面である。

## 参考資料

### 古代ローマ時代の文献

#### 第一次の遠征
- ユリウス・カエサル「ガリア戦記」 4.20 - .37
- カッシウス・ディオ「Historia Romana」 39.50 - .53

#### 第二次の遠征
- ユリウス・カエサル「ガリア戦記」 5.2  - .24
- カッシウス・ディオ「Historia Romana」 40.1 - .4
- マルクス・トゥッリウス・キケロ書簡集 - 
  - 友人への書簡（Letters to friends） 7.6, 7.7, 7.8, 7.10, 7.17
  - 弟クィントゥスへの書簡（Letters to his brother Quintus） 2.13, 2.15, 3.1,
  - アッティクスへの書簡（Letters to Atticus） 4.15, 4.17, 4.18;

#### その他の資料
- タキトゥス 「アグリコラ」（en） 13
- スエトニウス 「皇帝伝」（en）, カエサル25、47
- プルタルコス 「英雄伝」カエサル 16.5, 23.2;
- ウェッレイウス・パテルクルス 「Historia Romana」 2.46-47
- アッピアノス
  - 「Epitome of Gallic History」 5
  - 「Civil Wars」 2.150
- エウトロピウス（en）, 「Abridgement of Roman History」 6.17
- ティトゥス・リウィウス
  - 「Perochiae」 105.5
  - フロルス 「Epitome of Livy」 1.45;
- オロシウス（en）, 「Histories Against the Pagans」 6.9.

### 現代の資料
- Sheppard Frere, 1987. Britannia: A History of Roman Britain (3rd edition). London. Routledge & Kegan Paul., chapter 3 (pages 42–54)
- Peter Salway,11 Roman Britain (Oxford History of England), chapter 2 (pages 20–39)
- John Peddie, 1987, Conquest: The Roman Conquest of Britain, chapter 1 (pages 1–22)
- T. Rice Holmes, 1907. Ancient Britain and the Invasions of Julius Caesar. Oxford. Clarendon Press.
- R. C. Carrington, 1938, Caesar's Invasions of Britain by (reviewed in Society for the Promotion of Roman Studies, Vol. 29, Part 2 (1939), pp. 276–277)
- Peter Berresford Ellis, Caesar's Invasion of Britain, 1978, ISBN 0-85613-018-4
- W. Welch, C. G. Duffield (Editor), Caesar: Invasion of Britain, 1981, ISBN 0-86516-008-2
- R.H. Kinvig, 1975, The Isle of Man. A Social, Cultural and Political History. (3rd Edition) Liverpool University Press ISBN 0-85323-391-8

### 日本語版翻訳時の参考資料
- ウィキブックス　「ガリア戦記」
- カエサル著、國原吉之助訳 「ガリア戦記」 講談社学術文庫
- カエサル著、中倉玄喜訳　「＜新訳＞ガリア戦記」、PHP研究所
- テオドール・モムゼン著、長谷川博隆訳 「ローマの歴史〈4〉カエサルの時代」、名古屋大学出版会
- プルタルコス著、村川堅太郎編集 『プルタルコス英雄伝〈下〉』、ちくま学芸文庫
- スエトニウス著、国原吉之助訳、『ローマ皇帝伝』上、岩波文庫